# Adam Smith (politico)
David Adam Smith (Washington, 15 giugno 1965) è un politico statunitense, membro della Camera dei Rappresentanti per lo stato di Washington.

## Biografia
Nato a Washington, Smith si laureò in legge all'Università del Washington e lavorò come avvocato a Seattle.
A venticinque anni fu eletto al senato di stato di Washington come membro del Partito Democratico. Nel 1996 riuscì a sconfiggere il deputato repubblicano in carica Randy Tate ed ottenne il suo seggio alla Camera dei Rappresentanti, che occupa tuttora.
Smith è un democratico moderato e fa parte della New Democrat Coalition. Sostenitore di Barack Obama, dal 2011 è anche membro di alto grado della Commissione per i servizi armati.